# 讷维尔欧布瓦 (索姆省)
讷维尔欧布瓦（法語：Neuville-au-Bois，法語發音：[nøvil o bwa]）是法国上法兰西大区索姆省的一个市镇，属于阿布维尔区。

## 地理
讷维尔欧布瓦（49°58'22"N, 1°47'21"E）面积2.93 平方千米，位于法国上法蘭西大區索姆省，该省份为法国北部沿海省份，北起加来海峡省和北部省，西接滨海塞纳省和大西洋英吉利海峡，南至瓦兹省，东临埃纳省。
与讷维尔欧布瓦接壤的市镇（或旧市镇、城区）包括：锡泰尔讷、维默地区福瑟维尔、弗雷讷蒂洛卢瓦、瓦斯蒙、沃-马尔凯讷维尔。

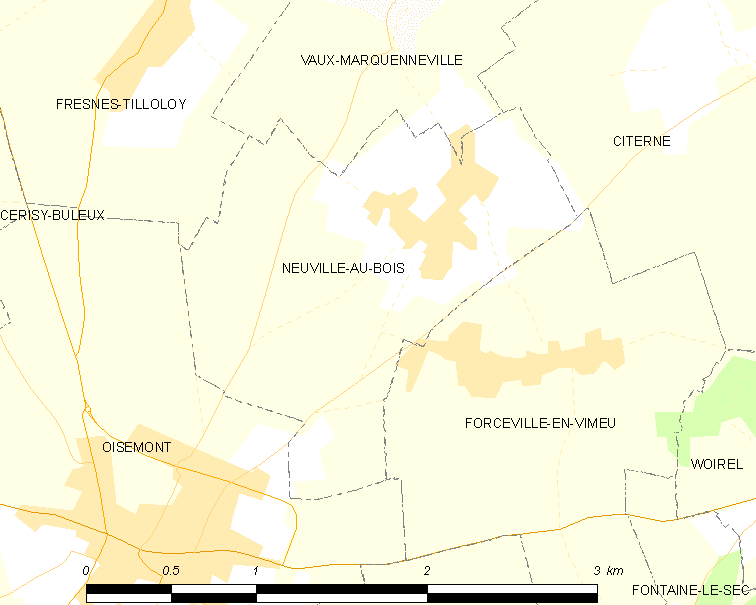
的OSM定位图

讷维尔欧布瓦的时区为UTC+01:00、UTC+02:00（夏令时）。

## 行政
讷维尔欧布瓦的邮政编码为80140，INSEE市镇编码为80591。

## 政治
讷维尔欧布瓦所属的省级选区为皮卡第地区普瓦县。

## 人口

1962-2008年间人口变化图示

讷维尔欧布瓦于2022年1月1日时的人口数量为146人。